# Cameron Douglas
Cameron Morrell Douglas (Santa Barbara, 13 dicembre 1978) è un attore statunitense.

## Biografia
Figlio dell'attore Michael Douglas e di Diandra Morrell Douglas (nata Luker, divorziata da Michael nel 2000), suoi nonni paterni furono l'attore Kirk Douglas e l'attrice Diana Dill. È apparso in quattro film: Mr. Nice Guy (1997), Vizio di famiglia (2003), Adam & Eve (2005) e Loaded (2008). In Vizio di famiglia appare con il padre Michael, il nonno Kirk e la nonna Diana.
Cameron è stato arrestato per illeciti legati alla droga in diverse occasioni. Nell'aprile 2010 è stato condannato a 5 anni di prigione per possesso di eroina, metanfetamine e cocaina. Nel dicembre 2012 è stato condannato a quattro anni e mezzo di reclusione per possesso di droga nella prigione di Loretto in Pennsylvania, giungendo a una pena totale di nove anni e mezzo per traffico di stupefacenti, con termine della reclusione nel 2018.

## Filmografia
- Mr. Nice Guy (Yat goh hiu yan), regia di Sammo Hung (1997)
- Vizio di famiglia (It Runs in the Family), regia di Fred Schepisi (2003)
- Adam & Eve (National Lampoon's Adam & Eve), regia di Jeff Kanew (2005)
- Loaded, regia di Alan Pao (2008)
- The Perfect Beat, regia di Benson McGrath (2009) - Cortometraggio

## Doppiatori italiani
- Emiliano Coltorti in Vizio di famiglia
- Simone Crisari in Adam & Eve